# Festival du film Britannique et Irlandais d'Ajaccio

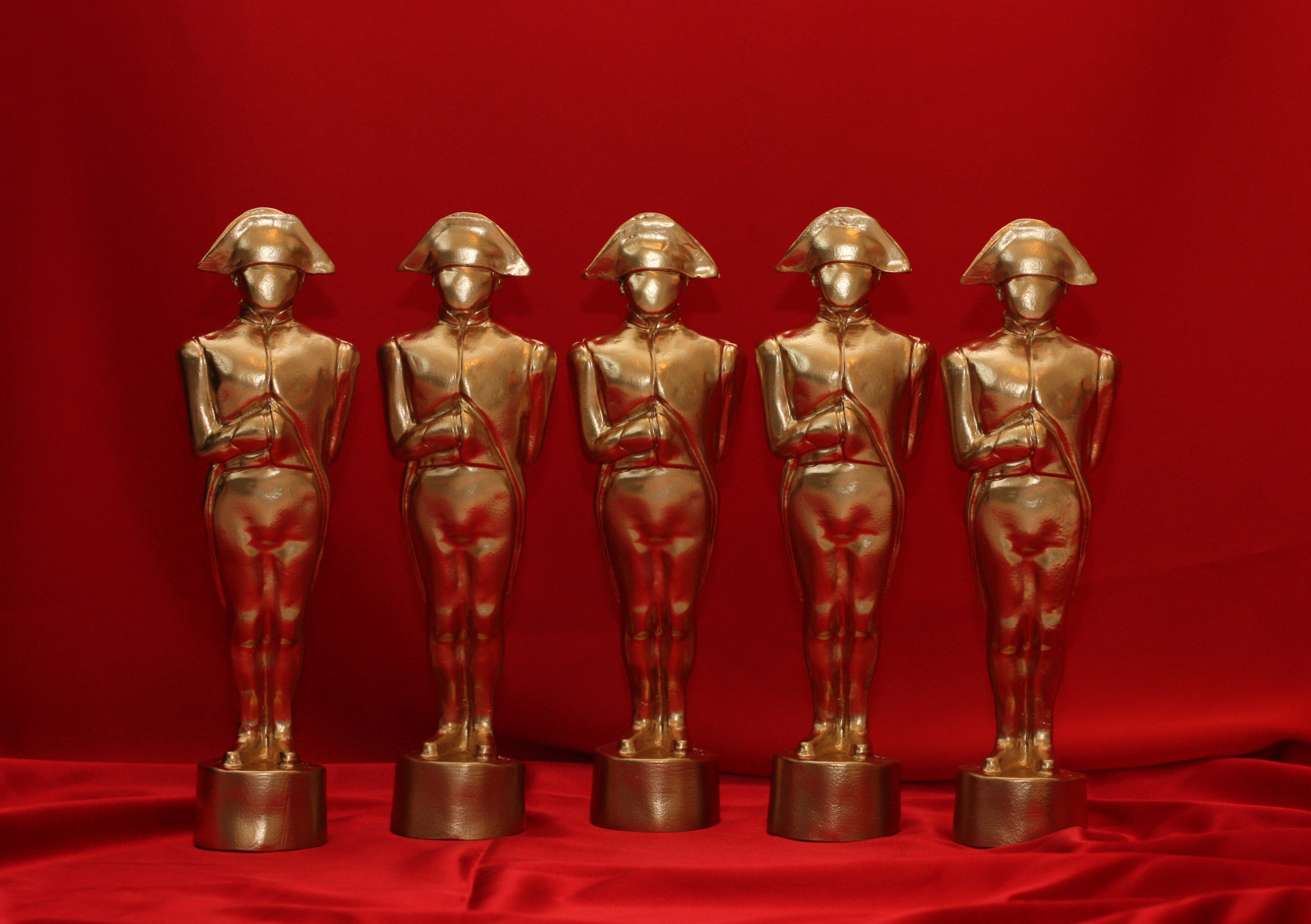

Under my Screen, le Festival du film britannique et irlandais d'Ajaccio (Corsican British and Irish Film Festival), est un festival de cinéma qui a lieu tous les ans à Ajaccio en Corse-du-Sud et qui met en lumière les dernières œuvres cinématographiques britanniques. Il est organisé par l'association Corsica film festivals.

## Histoire
Le festival du film britannique et irlandais Under My Screen a été fondé en 2009 par Marie-Diane Leccia, Jean-Paul Filippini, Florian Gianelli, Sylvie Pellegrini et Florence Mazzieri-Walker. Le festival s’est fixé pour objectifs la promotion et la mise en valeur du cinéma Britannique, Irlandais et Ecossais en s'élargissant aux pays anglophones.
En 2014, le festival a dû faire face à la suppression de sa principale subvention. Cette année-là, la festival a tout de même été organisé mais durant trois jours. En 2016, la  huitième édition  a lieu du 26 novembre au 4 décembre 2016.

## Prix décernés
- Grand Prix du Festival qui récompense le meilleur film,
- Prix Dorothy Carrington :  meilleure interprétation féminine,
- Prix James Boswell : meilleure interprétation masculine,
- Prix pédagogique remis par le jury professeurs,
- Prix du Public,
- Prix Coup de cœur du Festival, Pascal Paoli.

## La sélection et la sélection scolaire
Le festival regroupe une sélection de films récents et inédits sur des thématiques variées : comédies, films historiques, satires sociales, documentaires, films romantiques, mais aussi films engagés, films d’animation ou œuvres plus intimistes. Under My Screen propose aussi des sélections scolaires destinées aux niveaux maternelle, primaires, collèges, lycées et aux étudiants de l’Université de Corse.

## Ajaccio, terre anglaise
La Cité Impériale a longtemps été un lieu de villégiature reconnu et apprécié par l’aristocratie britannique, largement séduite par son climat et ses plages : du bois des Anglais aux fameux cottages, en passant par l’église anglicane, nombreux sont les lieux historiques qui, à Ajaccio, témoignent de l’importance de cette culture dès le début du XIXe siècle.

## Palmarès

### 2010
Le festival a eu lieu du 4 au 12 décembre 2010
- Meilleur film : Ex aequo : Fish Tank et White Lightnin’
- Meilleur acteur : Sam Rockwell pour son rôle dans Moon
- Meilleure actrice : Carrie Fisher pour son rôle dans White Lightnin’
- Prix pédagogique : The Boy in the Striped Pyjamas
- Prix de la meilleure musique : The Reader
- Prix du meilleur décor : Fisk Tank
- Prix du meilleur scénario : The Boy in the Striped Pyjamas
- Prix du public : The Boy in the Striped Pyjamas
- Prix Under My SCreen : White Lightnin’

### 2011
Le Festival a eu lieu du 3 au 11 décembre 2011
- Meilleur film : Shame de Steve McQueen (II)
- Meilleur acteur : Conor McCarron pour son rôle dans Neds
- Meilleure actrice : Carey Mulligan pour son rôle dans An Education
- Prix pédagogique : Le Discours d'un roi
- Prix de la meilleure musique : The Reader
- Prix du meilleur décor : Fisk Tank
- Prix du meilleur scénario : Submarine
- Prix du public : Le Discours d'un roi
- Prix Under My SCreen : Shame

### 2012
Le festival a eu lieu du 1er au 9 décembre 2012.
- Meilleur film : Shadow dancer de James Marsh
- Meilleur acteur : David Wendham dans Oranges and Sunshine
- Meilleure actrice : Andrea Riseborough dans Shadow Dancer
- Prix pédagogique : Oranges and sunshine de Jim Loach
- Prix Under my Screen : Perfect Sense de David Mackenzie
- Prix du meilleur décor : One day de Lone Scherfig
- Prix de la meilleure musique : La Part des anges de Ken Loach
- Prix du meilleur scénario : Perfect Sense de David Mackenzie

### 2013
- Meilleur film : Imagine de Andrej Jakimowski
- Meilleure actrice : Althea Vega dans Metro Manila de Sean Ellis
- Meilleur acteur : Terence Stamp dans Song for Marion de Paul Andrew Williams
- Prix Under My Screen : Metro Manila de Sean Ellis
- Prix pédagogique : Believe de David Scheinmann
- Meilleur décor : Week-end Royal de Roger Michell
- Meilleure musique: Trance, de Danny Boyle
- Meilleur scénario : Il était temps de Richard Curtis
- Prix du public: Il était temps de Richard Curtis

### Articles Connexes
- Liste de festivals de cinéma en France
- Les Ecrans Britanniques de Nîmes